# Miss Movin’ On
«Miss Movin' On» (с англ. — «Мисс Двигаюсь Вперёд») ― дебютный сингл американской группы Fifth Harmony. Песня была выпущена 16 июля 2013 года в качестве ведущего сингла с дебютного мини-альбома группы Better Together. Это первая песня группы, дебютировавшая в Billboard Hot 100, а также вошедшая в чарты Новой Зеландии.

## История
Главный продюсер дебютного мини-альбома группы Fifth Harmony, Джулиан Бунетта заявил в Twitter, что два сингла с альбома будут выпущены в июне 2013 года. 4 июня 2013 года группа написала в Twitter, что скоро будет объявлено о предстоящем анонсе сингла, а 7 июня стало известно, что дебютный сингл называется «Miss Movin' On». Группа также опубликовала короткий предварительный просмотр песни в Twitter.

## Видеоклип
После выпуска лирического видео для сингла 18 июня 2013 года, музыкальное видео было опубликовано на официальном аккаунте Fifth Harmony на YouTube 15 июля 2013 года . Режиссер ― Ханна Лакс Дэвис показывает, как пять девушек наслаждаются вместе в парке развлечений, все они недавно пережили расставание со своими парнями. На протяжении всего видео девушки поют в винтажные микрофоны. Музыкальное видео было снято в Дель-Маре, штат Калифорния, на ярмарке округа Сан-Диего. Группа стала первым проектом американской версии The X Factor, набравшей 15 миллионов просмотров на YouTube за оригинальную песню, когда видео «Miss Movin' On» превзошло этот подвиг 20 октября 2013 года. С тех пор видео стало четвертой сертификацией группы, набравшей более 100 миллионов просмотров. По состоянию на июль 2020 года оно набрало около 165 миллионов просмотров.

## Трек-лист
| - Digital download (Album version) 1. "Miss Movin' On" – 3:14 - CD single 1. "Miss Movin' On" – 3:14 2. "Me & My Girls" – 3:24 | - Miss Movin' On (Papercha$er Remix) 1. "Miss Movin' On" (Papercha$er Remix) - 4:07 |

## Чарты

### Еженедельные чарты
| Чарт (2013)                     | Высшая позиция |
| ------------------------------- | -------------- |
| New Zealand (Recorded Music NZ) | 27             |
| США (Billboard Hot 100)         | 56             |
| США (Billboard Pop Airplay)     | 27             |

### Сертификации
| Регион                                                                      | Сертификация | Продажи    |
| --------------------------------------------------------------------------- | ------------ | ---------- |
| США (RIAA)                                                                  | Платиновый   | 1,000,000ǂ |
| Венесуэла (APFV)                                                            | Платиновый   | 15,000*    |
| Данные о продажах + прослушиваниях приведены только на основе сертификации. |              |            |